# Piroska és a farkas

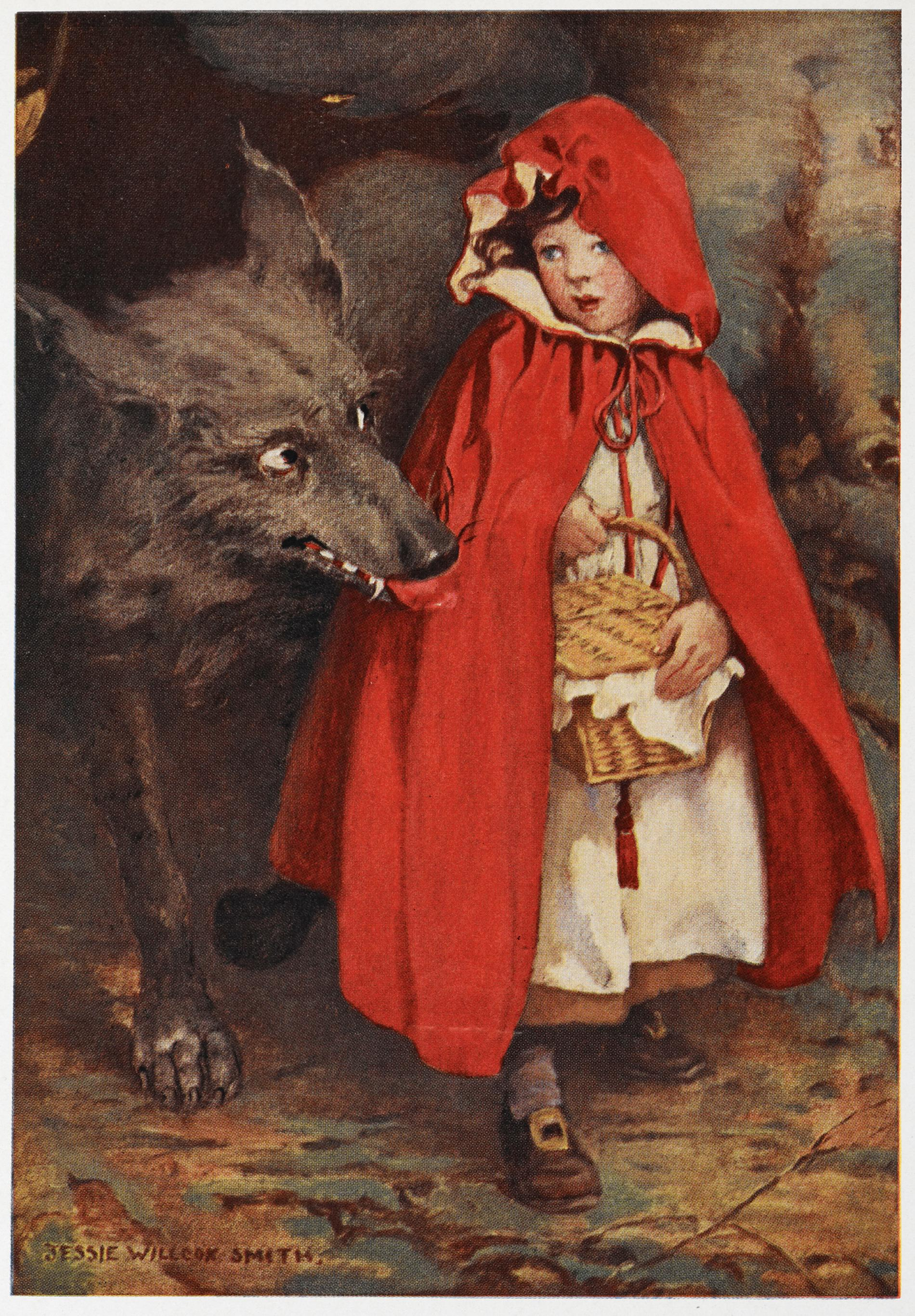
Piroska és a farkas – Jessie Willcox Smith, 1911

A Piroska és a farkas (németül: Rotkäppchen) klasszikus mese, amit a Grimm fivérek tettek világszerte népszerűvé. 

## Cselekménye
Maga a történet tanmese (fabula) sémára épül (ne térj le az útról, ne barátkozz idegenekkel).
Volt egyszer egy kislány, aki egyszer a nagymamájától egy szép piros sapkát (egyes változatokban köpenyt) kapott,és mivel mindig csak ezt hordta, mindenki csak Piroskának szólította. Egy napon hallotta, hogy nagyanyja megbetegedett, ezért ételt visz neki. Útközben át kell kelnie az erdőn. Mielőtt útnak indul, édesanyja óva inti attól, hogy letérjen a helyes útról, illetve hogy idegenekkel szóba álljon.
Útja során találkozik a gonosz farkassal, aki ráveszi, hogy térjen le az útról virágot szedni. Amíg a kislány ezzel foglalatoskodik, addig a farkas elfut a házhoz, felfalja a nagymamát, majd átveszi a helyét. Mikor Piroska megérkezik, észreveszi, hogy valami megváltozott a nagymamán, ezért (a mára jellegzetessé vált) párbeszéd zajlik le köztük:
− Nagymama, miért ilyen nagy a füled? 

− Hogy jobban halljalak! 

− Nagymama, miért ilyen nagy a szemed? 

− Hogy jobban lássalak! 

− Nagymama, miért ilyen nagy a szád? 

− Hogy jobban felfalhassalak!
Ekkor a farkas megeszi Piroskát, majd lefekszik aludni. Hangos horkolása odacsalja a vadászt, aki ollóval felvágja az állat hasát, ahonnan Piroska és a nagymama is sértetlenül kerül elő. Ezután sziklákkal pakolják meg a farkas gyomrát, és összevarrják. A farkas fölébred, és ki akar menni a kúthoz inni, de a kövek súlya lerántja a vízbe, és megfullad (egyes változatokban ébredés után elpusztul a fájdalomtól). Piroska megfogadja, hogy ezután mindig szót fogad édesanyjának.
Az eredeti Grimm mesének van egy "utóirata" is, melyben megjelenik egy újabb farkas, akit a főszereplők csapdába csalnak, és pont ugyanúgy ölik meg, mint az elsőt, mert már előre tudják, mi a terve.

## Története
A meséből legalább 35 verziót tartanak számon a kultúrantropológusok, amelyekben 70 különböző változó elem van. A változatok közös gyökerének Aiszóposz egy 2600 éves fabuláját tartják.
A Piroska, és egy másik népszerű, sok nép ajkán élő mese, A farkas és a hét kecskegida című mese közös ősre vezethető vissza. Az elemzések szerint A farkas és a hét kecskegida keletkezett először, az i. e. 1. században. A mese arról szól, hogy a ragadozó a kicsik anyjának adja ki magát, majd felfalja őket; a mese Európában és a Közel-Keleten lett népszerű.

### Egbert of Liège változata
A történet egyik ősváltozatát jegyezte le valamikor 1010. és 1026. között egy Egbert of Liège nevű pap, aki a mai Belgiumhoz tartozó Liège városában szolgált és tanított. A lelkész egy könyvet írt a diákjainak. A „The Well-laden ship” magyarul „A megrakott hajó” című műve felbecsülhetetlen forrásnak bizonyult, ugyanis a korabeli versek, mesék, népmesék és különböző közmondások kaptak benne helyet. Egbert célja a könyvvel a tanulók nyelvtani szabályokra és erkölcsi szabályokra való nevelése volt. Habár a könyvben igen sok történet alapszik a Biblián, néhány elbeszélést a falusiaktól hallotta, és nem bibliai eredetűek volt. Ilyen volt A lányról, akinek az életét a farkaskölykök megkímélték (La petite fi lle épargnée par les louveteaux) című történet, amely így szólt:

„„A történet, amelyet most elmesélek nektek, a vidéki népektől hallottam, és nem is nehéz elhinni, hiszen oly igaz természetű. Egy ember felnevelt egy leányt, akinek piros gyapjúból szőtt keresztelőruhát adott. Egy húshagyó vasárnapon (a nagyböjt előtti utolsó vasárnap), amikor felkelt a nap, az ötéves kislány mit sem törődve a veszéllyel vándorútra kelt. Egyszer csak egy farkas megtámadta őt, és bevitte az erdő sűrűjébe. Prédáját a kölykei elé vetette, hadd lakmározzanak belőle. A kisfarkasok azonnal odamentek a zsákmányhoz, azonban nem tépték szét, hanem simogatni kezdték. A lány így könyörgött: „kérlek, ne szakítsátok szét a ruhámat, amelyet a keresztapámtól kaptam”. A Teremtő meglágyította vad lelkeit.””

### Korai változatok
A mese ősének tekinthető még a La finta nonna azaz a "A hamis nagymama" című olasz népmese. Ebben egy kislány (aki itt még nem viselt piros köpenyt) útközben találkozik a farkassal, aki miután letérítette az útról, elmegy a nagymamához, megöli, megfőzi, majd amikor a lány megérkezik, együtt megeszik vacsorára, mivel a lány nem tudja, hogy a farkas vette át a nagymama helyét. A vacsora után a farkas arra utasítja a kislányt, hogy feküdjön mellé aludni (hogy az ágyban megehesse). A lány azonban észreveszi hogy a farkas vette át a nagymama helyét, kikéredzkedik, majd elmenekül. Itt némi üldözés következik az erdőben, aminek a végén a farkas belefullad a folyóba, a kislány pedig megmenekül.
Ezt az – igen erőszakos és véres – változatot jegyezte le Italo Calvino a A Nap lánya – Olasz népmesék című gyűjteményében.

#### Perrault változata
Charles Perrault 1697-ben kiadta népmese-gyűjteményét Histoires ou Contes du Temps passé címmel, aminek az alcíme Lúdanyó meséi (Les Contes de ma Mère l’Oye) lett, ekkor jelent meg először nyomtatott formában a mese.
A Perrault-féle francia mese nagyjából egyezik a ma ismert változattal, de a történet Piroska megevése után véget ér. A vadász figurája egyáltalán nem is szerepel benne. Perrault elmondása szerint azért írta ez a befejezést a mesének, hogy a tanulság jobban megmaradjon a mesét hallgató gyermekek fejében.

### AGrimm fivérekmeséje
A Grimm fivérek alkották meg a ma is ismert mesét. A testvérek átírták Perrault változatát, és 1812-ben jelentették meg a Gyermek-és családi mesék című gyűjteményükben. A testvérek eredetileg A bóbitás Piroska címet adták ennek a mesének, csak a későbbiekben lett Piroska és a farkas (Rotkäppchen) a címe.
A mese változatai később Kínában (farkas helyett tigrissel) és Iránban is megjelentek, de léteznek japán, koreai és burmai verziók is.

### Modern változatok
Napjainkban már számos "megszelídített" változattal találkozhatunk. A 21. századi átdolgozásokban a farkas nem eszi meg a nagymamát, hanem az csak elbújik a szekrénybe, (vagy a farkas zárja be, mondván, hogy őt csak Piroska után eszi meg) Piroska pedig elfut szólni a vadásznak, aki egyszerűen lelövi a farkast. Más változatokban a vadász csak elkergeti az állatot, vagy az megfogadja, hogy nem eszik többet embert.
A történetet a 20. és a 21. században rengetegszer értelmezték újra az irodalomban, filmen és videójátékokban. Az egyik legismertebb irodalmi átírat Angela Carter, angol író: Farkasok társasága (The company of wolves) című, 1978-as novellája, mely a történet feminista újramesélése. Carter történetét 1984-ben megfilmesítették, Sarah Patterson és Angela Lansbury főszereplésével.
A mesét a magyar irodalomban is újramesélte Heltai Jenő az eredeti mesével megegyező című novellájában.
A mese egyik első filmes újraértelmezése Jan Kounen 1996-ban bemutatott Az utolsó Piroska (Le dernier chaperon rouge) című rövidfilmje, mely egy szürreális horror köntösbe öltözteti az ismert cselekményt.
2005-ben mutatták be a PiROSSZka című animációs filmet, mely egy krimitörténetbe helyezi a történetet, a jól ismert mesei sztereotip szerepkörök pedig jelentősen megváltoznak.
2011-ben Amanda Seyfried, Gary Oldman és Shiloh Fernandez főszereplésével került bemutatásra A lány és a farkas (Red Riding Hood) című film, mely egy horror-akciófilmbe ágyazza a mesét. 
1966-ban a Sam the Sham & the Pharaohs amerikai popegyüttes kiadta a Li’l Red Riding Hood című kislemezét, mely abban az évben a slágerlisták előkelő helyére jutott. A 2011-es horrorfilm reklámozásához Amanda Seyfried lemezre énekelte az 1966-os slágerdal új feldolgozását.
Videójáték formájában is feldolgozták a történetet. American McGee Grimm című sorozatának egyik epizódjában kellett a közismert történetet elferdíteni.
A belga Tale of Tales cég 2009-ben adta ki The path című játékát, melyben hat lánytestvért kellett elvezetni a nagymama házához, viszont le is térhettünk az ösvényről és az erdőben csatangolva mindegyik lány egyéni „farkasával” találkozhattunk.
2015-ben jelent meg a Woolfe: The Red Hood Diaries című akciójáték, melyben egy harcos Piroskát vezethettünk.

## Fordítás
- Ez a szócikk részben vagy egészben  a   Little Red Riding Hood című angol Wikipédia-szócikk fordításán alapul.  Az eredeti cikk szerkesztőit annak laptörténete sorolja fel. Ez a jelzés csupán a megfogalmazás eredetét és a szerzői jogokat jelzi, nem szolgál a cikkben szereplő információk forrásmegjelöléseként.